# Leon Chappelear
Horace Leon Chappelear (* 1. August 1909 in Gilmer (Texas); † 22. Oktober 1962 in Gladewater) war ein amerikanischer Country-Musiker (Gesang und Gitarre) und Songwriter, der zu den Pionieren des Western Swing gehörte.

## Leben und Wirken
Chappelear gründete 1929 mit den Brüdern Joe und Bob Shelton die Lone Star Cowboys. Nach Anfängen bei der Radiostation KGKB in Tyler zogen die drei Musiker nach Shreveport, wo sie bei der Radiostation KWKH unter Vertrag kamen. Als Solist spielte Chappelear seine erste Schallplatte für Gennett; eine von Jimmie Rodgers inspirierte Nummer namens Trifling Mama Blues. 1932 nahm er für Champion die Platte Little Joe The Wrangler (mit der B-Seite I'd Like to Be in Texas for Roundup in Spring) auf. Nach der Wiedervereinigung mit den Sheltons arbeitete man Mitte 1933 als Begleiter des Sängers Jimmie Davis bei einer Aufnahmesession für Bluebird. Davis vermittelte den Lone Star Cowboys einen Plattenvertrag mit RCA Victor (Deep Elm Blues/Just Because). Nach musikalischen Differenzen trennte sich Chappelear von den Sheltons und gründete die Band Leon’s Lone Star Cowboys, mit der er sich musikalisch mehr dem Jazz annäherte. Mit der Band nahm er Mitte der 1930er-Jahre eine Reihe von Schallplatten wie New Do Right Daddy für Decca auf, bis ein schwerer Verkehrsunfall seine Karriere unterbrach, von dem er sich nie mehr richtig davon erholte. Nach der Auflösung der Leon's Lone Star Cowboys zog sich Chappelear vorübergehend aus der Musikszene zurück, arbeitete dann eine Weile als Polizist, bis er wegen Bestechlichkeit den Job verlor, schließlich als Rohrleger.
Ende der 1940er-Jahre begann Chappelear erneut als Musiker aufzutreten; er verkürzte seinen Nachnamen auf Chappel und spielte mit einer Honky-Tonk-Band namens Lone Star Ramblers. Darauf erhielt er die Gelegenheit, in der Begleitband von Jimmie Davis zu spielen, den Sunshine Boys. Nachdem er einen Plattenvertrag bei Capitol erhalten hatte, spielte er ab 1951 einige Songs für das Label ein, wie die Blues-beeinflusste Nummer Slow Down Sweet Mama gefolgt von I'm a Do-Right Daddy und Don't Dog Me 'Round (1953). Eine letzte Single war Booger Blues/You're a Lovin' Woman. Nachdem Capitol seinen Kontrakt nicht verlängert hatte, kehrte er nach Shreveport zurück und war als Leiter des örtlichen Hundezwingers tätig. Gesundheitliche Probleme in Folge seines früheren Unfalls führten zu einer Erkrankung an Depressionen, was 1962 zum Suizid nach einem Besuch bei seiner Schwester in Gladewater, Texas führte.

## Diskografie
- Automatic Mama (Kompilation der Capitol-Aufnahmen 1950–1953), Capitol, ed. 2001
- Western Swing Chronicles, Volume 2 (Kompilation 1932–1938), Origin Jazz Library, ed. 2002